# کریستینا پیگنیتسکی
کریستینا پیگنیتسکی (مجاری: Pigniczki Krisztina؛ زادهٔ ۱۸ سپتامبر ۱۹۷۵) بازیکن هندبال اهل مجارستان است.